# Ґюнтер (співак)
Ґюнтер (швед. Günther; справжнє ім'я — Матс Седерлунд (швед. Mats Olle Göran Söderlund), нар. 25 липня 1967 року, Мальме, Швеція) — шведський співак, відомий своїм гумористичним та іронічним підходом до поп-музики. Його найвідоміша пісня «Ding Dong Song» стала інтернет-хітом та популярною серед прихильників євроденсу.

## Біографія

### Ранні роки
Матс Седерлунд народився 25 липня 1967 року у місті Мальме, Швеція. До початку музичної кар'єри він працював у модельному бізнесі та мав певний успіх. Проте в середині 2000-х років вирішив присвятити себе музиці, створивши сценічний образ Ґюнтера.

### Початок музичної кар'єри
У 2004 році Ґюнтер випустив свій перший сингл «Ding Dong Song», який миттєво здобув популярність завдяки своєму гумористичному та провокативному тексту. Пісня містить легендарний приспів «Oh, You Touch My Tralala», який став популярним у соціальних мережах і допоміг Ґюнтеру завоювати міжнародне визнання. Пізніше цього ж року він випустив альбом Pleasureman, який також включав інші відомі треки, як-от «Teeny Weeny String Bikini» та «Touch Me».

## Стиль та імідж
Ґюнтер створив собі імідж «поп-мачо» з 80-х, який свідомо поєднує стереотипи з музики тих років та додає елементи гумору й "кічу". Його виступи включають затемнені окуляри, відверті костюми, а також сценічний антураж, що підкреслює іронічність його творчості. Голос Ґюнтера — глибокий та серйозний, що додає комічності його пісням. Цей стиль зробив його популярним серед шанувальників, які цінують пародійний підхід до музики.

## Дискографія
- Pleasureman (2004) — дебютний альбом, що здобув популярність завдяки треку «Ding Dong Song».
- Dirty Man Swedish Style (2006) — наступний альбом, який продовжив гумористичну лінію попередніх робіт Ґюнтера.
- Love Me Tender (2013) — альбом, що включає кілька нових треків і дещо більш романтичну, але все ж іронічну лірику.

## Вплив і культурне значення
Пісні Ґюнтера здобули культовий статус серед шанувальників пародійної музики та інтернет-культури. Його хіти часто використовуються у мемах, пародіях та відео на YouTube. Його музика стала символом гумористичного підходу до жанру євроденсу, підкреслюючи кічевість і спрощеність музики 80-х та 90-х років. Завдяки цьому, він привернув увагу молодого покоління, яке сприймає його творчість як коментар до сучасної поп-культури.

## Особисте життя
Окрім музичної кар'єри, Ґюнтер займається бізнесом у сфері розваг. Він також згадує, що його сценічний образ значно відрізняється від його справжнього життя та є частиною акторської роботи.

## Цікаві факти
- Ґюнтер виступав на багатьох фестивалях і має велику кількість фанатів у країнах, де популярний євроденс.
- Відомий своїм іронічним підходом до сексуальних тем у музиці та текстах пісень.
- Хоча музика Ґюнтера пародійна, він вважає її серйозним проєктом, що відображає його особливе бачення поп-музики.